# Флери, Виктор Иванович
Виктор Иванович Флери (25 февраля 1800 — 6 (18) июня 1856) — российский сурдопедагог. Воспитатель (с 1817 г.), затем инспектор и директор (с 1837 г.) Петербургского училища глухонемых, коллежский советник.

## Биография
Флери начал трудиться на своём поприще 17-летним юношей (ему помогало добротное образование, владение французским, латинским и греческим языками; первоначально Флери был приглашен в училище по инициативе Ж. Б. Жоффре на должность учителя французского языка, до 1838 г. он преподавал французский также в гимназии при Санкт-Петербургском университете). Разработал существенные новации в области мимического языка. Автор первых трудов по сурдопедагогике в России (книга «Глухонемые, рассматриваемые в отношении к их состоянию и к способам образования, самым свойственным их природе», 1835 г. и др.), в которых доказывал возможность и эффективность раннего обучения глухих с использованием мимики и различных форм речи (устной, дактильной, письменной); осуществил первую попытку подсчёта количества глухих в России. Фактически — один из основателей отечественной сурдопедагогики и дактилологии, автор первого словаря жестов в России. Составил «Правила для нравственности глухонемых» (1847 г.) и «Правила преподавания для искусственного изустного слова для глухонемых».
Много лет работал один, без помощников, не находя желающих посвятить себя тяжелому делу преподавателя для глухонемых. Благодаря сочувствию и помощи почётного опекуна, управляющего училищем глухонемых графа Виельгорского, начал — с высочайшего разрешения — готовить в училище преподавателей для обучения глухонемых.
В 1837 г. взял из гатчинского института малолетних воспитанников, которые затем росли и воспитывались вместе с призреваемыми, затем поступали во 2-ю Санкт-Петербургскую гимназию и в университет. По окончании курса наук они же становились наставниками в институте глухонемых, с которыми занимались под руководством Флери и по его системе.
Уже после смерти Виктора Ивановича, в 1859 г., увидела свет его книга «О преподавании изустного слова глухонемым». По настоянию В. И. Флери в устав Петербургского училища глухонемых было внесено положение об организации особого отделения для слабослышащих детей (хотя его практическое открытие произошло уже после смерти учёного).
В. И. Флери доказывал, что глухонемота не лишает человека его умственных способностей и не служит препятствием для нравственного развития и что эти явления вызваны неверным обучением, или его отсутствием. И это при том, что современное ему общество воспринимало глухих и немых, по крайней мере, настороженно — если не прямо враждебно. В. И. Флери убедительно доказал, что глухой способен к развитию.
Виктор Иванович Флери скончался от воспаления и паралича легких и был похоронен на Выборгском католическом кладбище в Санкт-Петербурге 9 июня 1856 года — в числе первых похороненных здесь католиков.